# کریستال بیچ (نیویورک)
کریستال بیچ (به انگلیسی: Crystal Beach) یک منطقهٔ مسکونی در ایالات متحده آمریکا است که در نیویورک واقع شده‌است. کریستال بیچ ۶۴۴ نفر جمعیت دارد و ۲۱۳٫۰۶ متر بالاتر از سطح دریا واقع شده‌است.